# Egbert
Az Egbert  germán eredetű férfinév, jelentése: kard + fényes, híres. Női változata: Egberta

## Gyakorisága
Az 1990-es években szórványos név, a 2000-es években nem szerepel a 100 leggyakoribb férfinév között.

## Névnapok
- március 12.[2]
- április 24.[2]